# Catan – Beste Freunde
Catan – Beste Freunde ist ein 2012 erschienenes Szenario zum Catan-Brettspiel von Klaus Teuber, das von seinem Sohn Benjamin entwickelt wurde. Für die Abbildungen wurden Zeichnungen von Michael Menzel für Catan – Das Duell verwendet.

## Inhalt
- 1 Gildenleiste mit 5 Gildenhäusern
- 8 Siegpunktmarker
- 58 Gunstbriefe:
  - 08 Gunstbriefe der Händlergilde (Planwagen)
  - 08 Gunstbriefe der Kaufmannsgilde (Schiffe)
  - 08 Gunstbriefe der Straßenbauergilde (Schaufeln)
  - 17 Gunstbriefe der Gelehrtengilde (Bücher)
  - 17 Gunstbriefe der Baumeistergilde (Zirkel)

## Beschreibung
Es wird nach den normalen Catan-Brettspielregeln gespielt und das Spielfeld wie üblich aufgebaut. Die Gilden-Leiste wird neben das Spielfeld gelegt. Im Spiel zu dritt wird ein Teil der Gunstbriefe nicht benötigt. Die verwendeten Gunstbriefe werden gemischt und mit der Rückseite (Pergament) nach oben ausgelegt. 
Im Spiel können die Spieler Gunstbriefe für folgende Aktionen erhalten:
- Den Räuber so versetzen, dass kein Spieler geschädigt wird, oder keinen Spieler berauben, wenn der Räuber auf die Wüste gesetzt wird.
- Einmal pro Zug 1 Rohstoff einem Mitspieler anbieten, der nicht mehr sichtbare Siegpunkte besitzt. Möchte der Mitspieler den Rohstoff nicht annehmen, kann er einem anderen Mitspieler angeboten werden. Nur wenn der Rohstoff angenommen wird, bekommt der abgebende Spieler einen Gunstbrief.
- Eine eigene Siedlungsstruktur erstmals mit der eines Mitspielers verbinden. Der Mitspieler bekommt einen Gunstbrief, der aktive Spieler 3 Gunstbriefe.

Die Gunstbriefe bringen in späteren Zügen folgende Vorteile: 
- Gunst der Händler: Für 1 Gunstbrief darf bis zu zweimal 1 Rohstoff gegen 1 beliebigen anderen Rohstoff getauscht werden.
- Gunst der Kaufleute: Für 1 Gunstbrief darf 1 Rohstoffkarte vom Vorrat genommen werden.
- Gunst der Straßenbauer: Für 1 Gunstbrief darf kostenlos eine Straße gebaut werden.
- Gunst der Gelehrten: Für 2 Gunstbriefe bekommt man kostenlos eine Entwicklungskarte.
- Gunst der Baumeister: Für 2 Gunstbriefe bekommt man einen der Siegpunktmarker, die mit zu den sichtbaren Siegpunkten des Spielers zählen.

Alternativ darf man 1 Gunstbrief einmal pro Zug gegen einen verdeckten Gunstbrief aus dem Vorrat tauschen.
Das Spiel endet, wenn ein Spieler in seinem Zug 11 Siegpunkte besitzt.

## Besonderheit
- Es ist nicht verboten, einen Rohstoff zu verschenken und diesen dann mit einem Monopol wieder zurückzufordern.
- Mit 2 Exemplaren lässt sich das Spiel auch mit 5 und 6 Spielern spielen.